# Diakonie-Krankenhaus Harz
Das heutige Diakonie-Krankenhaus Harz in Elbingerode (Harz) als Teil des Deutschen Gemeinschafts-Diakonieverbandes entstand im Jahr 1939 aus der Lazarettarbeit des Diakonissen-Mutterhaus Neuvandsburg. Daraus entwickelten sich zu DDR-Zeiten die Fachabteilungen Innere Medizin, Chirurgie und die Geburtenabteilung. In den nächsten Jahren profilierte sich das Krankenhaus mit weiteren Leistungsangeboten. Im Jahr 1985 eröffnete mit 15 Betten die Psychotherapeutische Medizin und 1976 begann die Arbeit im Bereich Suchtmedizin.

## Geschichte
Im Jahr 1939 wurde der Arzt Christoph Gründler damit beauftragt, ein Lazarett in Elbingerode einzurichten. Hierfür wurden zwei Etagen des Diakonissen-Mutterhauses mit zunächst 300, dann mit 500 Betten ausgestattet. Hier wurden bis zur Übergabe Elbingerodes an die sowjetischen Streitkräfte im Jahr 1945 Verwundete versorgt. Anschließend wurde das Lazarett aufgelöst. Im Jahr 1947 wurde auf Bitten des Krankenhauses in Wernigerode eine Ausweichstation in den Räumlichkeiten des Mutterhauses eingerichtet. Bis weit in die 60er Jahre hinein wurden Patienten ausschließlich von Diakonissen betreut. Das änderte sich ab 1966, als begonnen wurde, auch nichtkonfessionelle Pflegekräfte auszubilden. Das medizinische Angebot wurde im Jahr 1953 um eine vergrößerte Innere Abteilung und im Jahr 1973 um eine Entbindungsstation erweitert.

### Neupositionierung des Krankenhauses nach der Wende
Nach der Wiedervereinigung Deutschlands wurde das Krankenhaus in die im Jahr 1990 gegründete eigenständige Diakonie-Krankenhaus „Neuvandsburg“ GmbH eingegliedert, zu der auch das Ev. Fachkrankenhaus für Atemwegserkrankungen in Neustadt/Harz gehört sowie weitere Einrichtungen des Therapieverbundes Sucht in Wernigerode, Blankenburg und Rübeland.
Um eine langfristig tragfähige Basis zu schaffen, musste das Leistungsangebot überdacht werden. Ziel war es hierbei, medizinisch-pflegerische Arbeitsfelder zu besetzen, die zum Auftrag als Diakonie gut passen, möglichst viele Arbeitsplätze zu erhalten und eine wirtschaftliche Basis zu erarbeiten, die einen dauerhaften Fortbestand des Krankenhauses ermöglicht. So wurde auch mit der Umstrukturierung des Krankenhauses 1991 die chirurgische Station aufgelöst.
Nach der Wende konnte die Anzahl der Mitarbeiter wesentlich erhöht und somit viele Arbeitsplätze geschaffen werden. Hatte das Krankenhaus 1989 noch 167 Mitarbeiter, erhöhte sich die Zahl bis 2005 auf ca. 400. Ebenso ist eine Erhöhung der Bettenkapazität in diesem Zeitraum von 215 im Jahr 1991 auf 400 Betten im Jahr 2010 zu verzeichnen. Diese Entwicklung war nur möglich, weil die Krankenhausleitung in Abstimmung mit den anderen Gesundheitsversorgern der Region sowie in Übereinstimmung mit den Vorstellungen von Ministerium und Krankenkassen ganz gezielt nur solche Angebote entwickelte, die in der Region noch nicht gut vertreten waren. Seit 1996 bietet der Häusliche Pflegedienst des Diakonie-Krankenhauses eine pflegerische und medizinische Hilfe und Beratung an, welche bei den Patienten Zuhause stattfindet.

### Aktuelle Situation
Das Krankenhaus gehört zum Deutschen Gemeinschafts-Diakonieverband und ist mit etwa 400 Mitarbeitern einer der größten Arbeitgeber in der Region.
Die Rehaklinik und das Akut-Krankenhaus des Diakonie-Krankenhauses Harz verfügen über 263 Betten. Unter Einbeziehung der Behandlungskapazitäten aller Abteilungen und der angeschlossenen Bereiche, wie der Suchthilfe Harz und der Suchjthilfe Bethanien sowie des Diakonie-Seniorenzentrums Friede bietet das Diakonie-Krankenhaus Platz für 595 Patienten. Seit dem 1. September 2000 trägt das Krankenhaus die offizielle Bezeichnung „Diakonie-Krankenhaus Harz GmbH“, Elbingerode.

## Struktur
Um die Unterbringungs- und Behandlungsmöglichkeiten verbessern zu können, wurde 1995 mit dem Bau der Reha-Klinik begonnen. Diese konnte 1997 eingeweiht werden. Darauf folgte der Bau des Akut-Krankenhauses. Im Jahr 2000 zogen die Fachabteilungen Innere Medizin, Abteilung für Psychosomatik und Psychotherapie sowie die Psychiatrie Sucht in das fertiggestellte Gebäude. Im Akut-Krankenhaus können 72 Patienten untergebracht werden.

### Ausbildung
Die Pflegeschule des Diakonie-Krankenhauses wurde im Jahr 1951 eingerichtet. Die Ausbildung wurde in den 60er Jahren auch für nichtkonfessionelle Auszubildende geöffnet. Seit Sommer 2020 ist die „Akademie für Gesundheits- und Sozialberufe“ Ausbildungsstätte des Krankenhauses. Im Sommer 2021 wurde die Elbingeröder Akademie mit den Ausbildungsstätten des Harzklinikums in Wernigerode und Quedlinburg, sowie der Evangelischen Stiftung Neinstedt zum „Care Campus Harz“ zusammengefasst.  Heute werden an der Akademie für Gesundheits- und Sozialberufe neben Pflegefachkräften, auch Sozialassistenten ausgebildet.

### Innere Medizin
Seit Ende der 1990er Jahre führt die Innere Medizin auch qualifizierte Entgiftungen im Haus durch und übernimmt seit dem Jahr 2000 die Grundversorgung des Oberharzes u. a. mit den Spezialisierungen Gastroenterologie und Kardiologie. Chefarzt der Inneren Medizin ist seit 2000 Christian Woratz.

### Abteilung für Psychosomatik und Psychotherapie (APP)
Die Abteilung für Psychosomatik und Psychotherapie ist im Akut-Krankenhaus untergebracht. Die Abteilung entwickelte ihre Therapieangebote ständig weiter. Behandelt werden heute u. a. psychosomatische Krankheiten und Störungen, neurotische Störungen, Essstörungen und Störungen nach extremen Belastungssituationen. 1997 wurde das Angebot durch eine Tagesklinik mit zwölf Betten erweitert. Chefärztin der APP ist Ulrike Birth. Inzwischen hat die Abteilung 18 stationäre Betten und 16 tagesklinische Plätze.

### Suchtmedizin (Reha-Klinik, Psychiatrie, Therapieverbund Sucht)
Mitte der 1970er Jahre war die Vision der Mutterhausleitung, eine Hilfe für psychisch Kranke zu schaffen. Daraufhin wurde Klaus-Herbert Richter, Facharzt für Neurologie und Psychiatrie 1976 angestellt. Damit begann die Suchtarbeit. Erst ambulant, 1981 dann stationär mit 20 Betten. 1989/90 waren es 33 Plätze, u. a. mit der Außenstation Degenerstraße in Wernigerode.
Nach 1989 wurde die Arbeit schrittweise erweitert und nach den neuen sozialrechtlichen Vorgaben differenziert. Die Entwöhnung erfolgte in der Reha-Klinik, die Entgiftung und Krisenintervention in der Psychiatrie und Inneren, die weiterführende Hilfe im komplementären Bereich (Betreutes, Sozialtherapeutisches Wohnen, Dauerwohnheim, Tagesstätte) und ambulant in der Beratungsstelle und Suchtambulanz. Seit Mitte der 1990er Jahre begann die Drogentherapie. Durch den Neubau der Reha-Klinik 1997 standen 132 Betten für die medizinische Rehabilitation zur Verfügung. In der Reha-Klinik des Diakonie-Krankenhauses werden Patienten mit Abhängigkeitserkrankungen, wie Alkohol- oder Drogensucht sowie Glücksspielabhängigkeit und Medikamentensucht behandelt. Bei der Entwöhnungstherapie handelt es sich um eine Intensive Behandlung in den ersten Wochen, um eine die Grundlage für die lebenslange Abstinenz zu schaffen. Mit der Arbeit stieg auch die Zahl der Mitarbeiter und die Leitungsstruktur entwickelte sich. Jetzt sind Eckhart Grau als Leiter der Suchtmedizin, Ulrike Birth für die Psychiatrie und die leitenden Therapeuten Joachim Stopp und Klaus-Dieter Krebs für den stationären bzw. den komplementären und ambulanten Bereich zuständig. Das suchtmedizinische Zentrum des Diakonie-Krankenhauses beinhaltet eine Rehabilitationsklinik für Abhängigkeitserkrankungen und Vor- und Nachsorgeeinrichtungen.
Ein jährlicher Höhepunkt sind die Kontakttreffen für ehemalige Patienten mit über 1000 Teilnehmern, welche bereits seit 1979 stattfinden. Die Auszeichnung des Chefarztes K.-H. Richter mit dem Bundesverdienstkreuz am Bande durch den damaligen Ministerpräsidenten Reinhard Höppner zeigt, dass der Aufbau und die Erweiterung einer umfassenden Suchtkrankenarbeit auch vom Land Sachsen-Anhalt Anerkennung und Wertschätzung findet. Heute werden durch die Diakonie-Suchthilfe Harz und die Diakonie-Suchthilfe Bethanien insgesamt 186 Plätze angeboten. Hierzu gehören Angebote der Tagesförderung des betreuten und des ambulant-betreuten Wohnens, sowie geschützte Unterbringungen. 
Im Februar 2003 wurde das Krankenhaus in Elbingerode als drittes Haus in ganz Deutschland mit dem Gütesiegel für Krankenhäuser von KTQ und proCum Cert ausgezeichnet und erhielt 2006 erneut das Zertifikat.

## Ärztehaus Oberharz
Im März 2006 konnte das neu erbaute Ärztehaus Oberharz direkt am Diakonie-Krankenhaus in Elbingerode eröffnet werden. Hier werden u. a. neue Leistungen der Diakonie-Krankenhaus Harz GmbH angeboten, wie die Tagespflege für Senioren, die Kurzzeitpflege sowie eine ambulante Ergotherapie, haus- und fachärztliche Leistungen der neu gegründeten Medizinisches Zentrum Harz GmbH sowie weitere Angebote, z. B. durch die Bodfeld-Apotheke, eine medizinische Fußpflege sowie einen Hörgeräteakustiker. Zurzeit sind in dem zugehörigen Ärztehaus vier hausärztliche Praxen angesiedelt. Des Weiteren gibt es eine Tagespflege für Senioren, Kurzzeitpflege, eine ambulante Ergotherapie, einen Hörakustiker und Informationen für Diabetiker.

## Weitere Projekte
Das Diakonie-Krankenhaus Harz ist Träger des Kenia-Projekts, das durch Mitarbeiter des Krankenhauses im Jahr 1991 angestoßen wurde. Das Projekt wendet sich an Suchtkranke und deren Angehörige, Straßenkinder und Waisenkinder in Kenia und fördert dort unter anderem die HIV-Prävention.
Mit dem Projekt „Aktive Eingliederung – Sei mit dabei!“ will der Träger, das Diakonie-Krankenhaus Harz, langzeitarbeitslosen Menschen zurück in den Alltag helfen, das Projekt wird zwei Jahre von den Europäischen Sozialfonds unterstützt und wurde im Jahr 2017 eingeführt.